# Louis Leroy (Kunstkritiker)

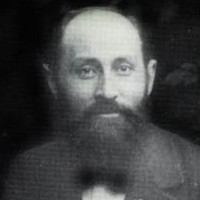
Louis Leroy (ohne Fotograf, ohne Jahr)

Louis Leroy (* 11. Juli 1812 in Paris; † 30. Juli 1885 ebenda) war ein französischer Journalist, Theaterschriftsteller, Maler und Kunstkritiker. Er prägte in abschätziger Absicht den Begriff Impressionismus.

## Leben
Leroy arbeitete drei Jahrzehnte lang für die Zeitschriften Le Journal amusant,  Charivari und Gaulois. Er schrieb auch ein gutes Dutzend erfolgreiche Theaterstücke, vor allem Komödien, zwei davon in Zusammenarbeit mit Eugène Labiche (Il est de la police und Brûlons Voltaire !). Leroy war auch als Landschaftsmaler und Grafiker tätig. Von 1835 bis 1861 stellte er regelmäßig im Salon de Paris aus.

## Der BegriffImpressionismus

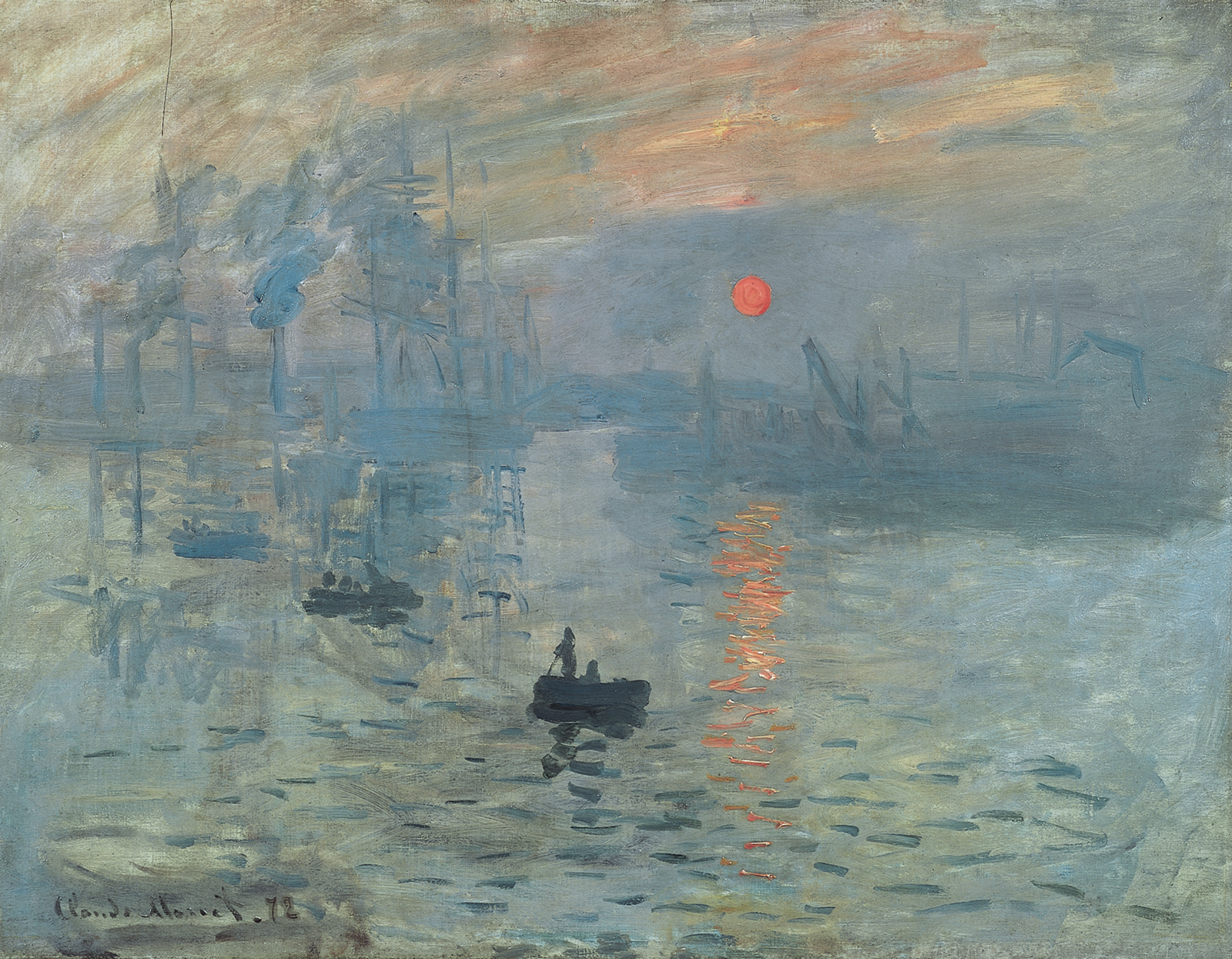
Claude Monets Bild Impression, soleil levant

Den Ausdruck Impressionismus prägte er in einem Beitrag vom 25. April 1874 des Charivari, angeregt durch Claude Monets Bild eines Sonnenaufgangs (Impression soleil levant). Leroy referiert in dem Artikel in dialogischer Form einen vorgeblichen Ausstellungsrundgang mit einem konservativen alten Landschaftsmaler. Während der Berichterstatter um Verständnis für die ausgestellten Werke wirbt, vermerkt er zugleich die kritischen und zunehmend empörten Stellungnahmen des fiktiven Traditionalisten Joseph Vincent zu einigen der ausgestellten Gemälde, unter anderem vom Auguste Renoir, Camille Pissarro, Alfred Sisley und Berthe Morisot. Die Kritik Vincents bezieht sich vor allem auf die handwerkliche Qualität, sie gipfelt in der Behauptung Vincents, ein „Erstentwurf für ein Tapetenmuster sei ausgereifter als dieses Seestück von Monet“. Am Schluss der farcenhaften Szene wird der überforderte alte Maler verrückt.